# تانيا موراليس
تانيا موراليس (بالإسبانية: Tania Morales)‏ (22 ديسمبر 1986 بالمكسيك - ) هي لاعبة كرة قدم مكسيكية في مركز الوسط. لعبت مع نادي غوادالاخارا.

## وصلات خارجية
- تانيا موراليس على موقع بطولة كرة القدم المكسيكية للسيدات (الإسبانية)
- تانيا موراليس على موقع قاعدة بيانات كرة القدم.إي يو (الإنجليزية)